# Pizzaria

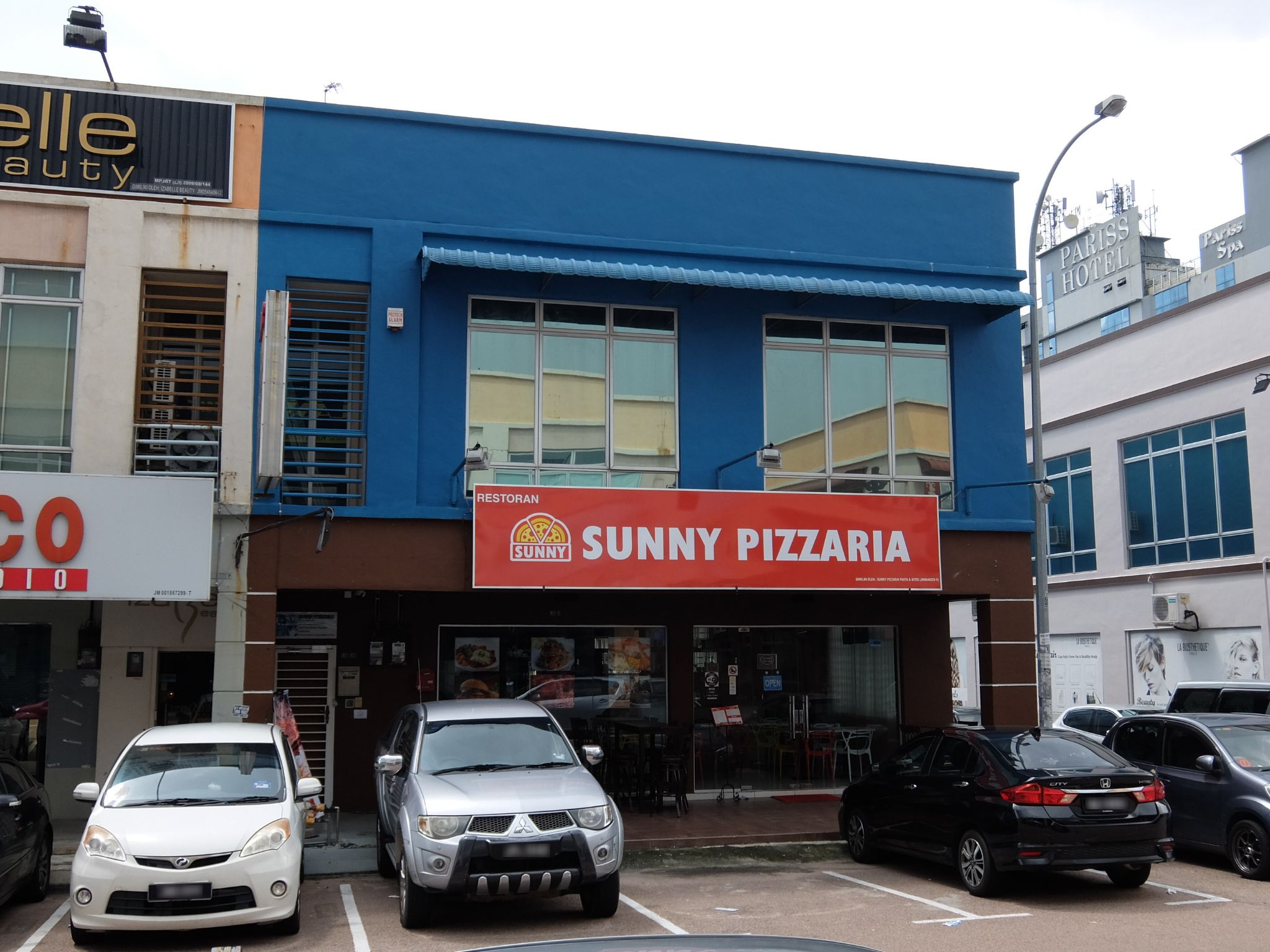
Pizzaria

Uma pizaria (português europeu) ou pizzaria (português brasileiro) (do italiano pizzeria) é um estabelecimento, normalmente caracterizado como restaurante, cuja especialidade é a venda de pizzas ou demais tipos de massas. Também costuma oferecer serviço de entrega em domicílio.